# 2022年北京オリンピックのガーナ選手団
2022年北京オリンピックのガーナ選手団は、2022年2月4日から2月20日まで中華人民共和国の北京で開催された2022年北京オリンピックのガーナ選手団の名簿。

## 選手団
- 人員: 選手 1人
- 開会式旗手: カルロス・メーダー
- 閉会式旗手:（ボランティア）

## 種目別選手・スタッフ名簿及び成績

### アルペンスキー
| 選手               | 種目       | 1回目    | 1回目    | 2回目    | 2回目    | 合計     | 合計     |
| 選手               | 種目       | 結果     | 順位     | 結果     | 順位     | 結果     | 順位     |
| ------------------ | ---------- | -------- | -------- | -------- | -------- | -------- | -------- |
| カルロス・メーダー | 男子大回転 | 途中棄権 | 途中棄権 | 途中棄権 | 途中棄権 | 途中棄権 | 途中棄権 |